# La grande truffa del rock'n'roll
La grande truffa del Rock 'n' Roll (The Great Rock 'n' Roll Swindle) è un film del 1980 diretto da Julien Temple.
La pellicola è un falso documentario che narra in maniera volutamente romanzata la nascita, l'ascesa e lo scioglimento dei Sex Pistols, il tutto dal punto di vista del loro agente e scopritore Malcolm McLaren.

## Trama
McLaren asserisce di aver creato a tavolino i Sex Pistols, e di conseguenza l'intera ondata del punk rock a loro associato, guidandoli nel corso della loro breve ma dirompente carriera come delle marionette consenzienti, il tutto al solo scopo di promuovere il caos e l'anarchia e d'accumulare il denaro ricevuto dalle etichette discografiche che firmarono col gruppo (EMI, A&M Records, Virgin Records e Warner Bros. Records) per motivi del tutto estranei alla musica.
Nel corso del documentario dunque il manager racconta di come riuscì a creare dal nulla uno dei gruppi che avrebbero segnato per sempre il mondo della musica rock e come tutto ciò fu, a suo dire, solamente una truffa. La narrazione s'interseca con le vicende d'un bizzarro investigatore privato chiamato The Crook (vale a dire "furfante, truffatore"), interpretato dal chitarrista dei Pistols Steve Jones, alle prese con un'indagine sullo stesso gruppo di cui, attraverso diversi flashback, ne scoprirà infine la verità circa la sua natura.
Nel film compaiono anche il batterista Paul Cook ed il bassista Sid Vicious in ruoli minori, mentre lo stesso McLaren, che svolge la funzione del narratore della storia, viene accreditato come The Embezzler (letteralmente "malversatore", ma anche "truffatore, disonesto, imbroglione").

## Produzione
Le scene furono girate all'inizio e alla metà del 1978, in concomitanza con l'abbandono della band da parte del cantante John Lydon ed il conseguente scioglimento del gruppo. Il film venne distribuito nelle sale solo due anni dopo. Lydon (che viene ironicamente indicato nei crediti del film come "Il collaboratore") e il primo bassista dei Pistols Glen Matlock appaiono solamente in filmati d'archivio. Nello specifico l'ex Johnny Rotten dichiarò di non voler avere assolutamente niente a che fare con la produzione del film.

### Cast
Il criminale latitante Ronnie Biggs, il cantante Edward Tudor-Pole, l'attrice Irene Handl e la pornostar (nonché regina dei sexy shop inglesi) Mary Millington, parteciparono anch'essi al film come comprimari.

## Distribuzione
Nel 1982 il film venne pubblicato in formato VHS (VVB 010). Nel 2005 arrivò anche l'edizione in DVD prodotta dalla Sony/Shout Factory (n. catalogo 2028859) con un'intervista a Julien Temple come contenuto extra. La versione in videocassetta riportava sulla custodia un'inaccurata durata di 104 minuti, invece dei 100 minuti e 4 secondi di entrambe le versioni; l'unica differenza tra le due edizioni è che la canzone I Thought I Saw A Puddy Tat venne rimossa dalla versione in DVD e sostituita da vari effetti sonori. Infine il DVD ha dei titoli di coda più lunghi di circa 10 secondi rispetto al VHS.